# 가곡여객
가곡여객(佳谷旅客)은 경기도 평택시 진위면 가곡5길 112-3에 차고지를 두고 있는 평택시의 마을버스 회사이다. 명칭은 차고지 소재지인 가곡리(佳谷里)에서 따왔으며, 평택시에 연고를 두고 있지만 주 영업 지역은 오산시와 용인시 처인구 남사읍인 것이 특징이다.

## 주요 연혁
- 2004년 2월 24일: 법인 설립

## 운행 노선
| 노선 번호 | 운행구간 | 운행구간 | 운행구간     | 경유지                                                            | 배차 간격 (분) | 비고 |
| --------- | -------- | -------- | ------------ | ----------------------------------------------------------------- | -------------- | ---- |
| 11        | 가곡리   | ↔        | 성은리       | 갈곶동, 오산역, 남사읍 행정복지센터, 순지, 사기막                 | 60분           |      |
| 11-1      | 가곡리   | ↔        | 사기막       | 갈곶동, 오산역, 오산시장, 장지리, 동막, 남사읍 행정복지센터, 수역 | 60분           |      |
| 11-2      | 가곡리   | ↔        | 송북시장     | 진위역, 서탄입구, 송탄소방서, 송탄터미널                          | 4회            |      |
| 11-2      | 가곡5리  | ↔        | 사후동       | 갈곶동, 오산역, 고현초등학교, LG전자                              | 2회            |      |
| 11-3      | 가곡5리  | ↔        | 오산역       | 갈곶동, 오산터미널                                                | 4회            |      |
| 11-4      | 진위역   | ↔        | 진위산업단지 | 하북4리, 롯데제과, 갈곶초교, 진위산업단지, 실버랜드               | 30~60분        |      |

## 주요 차량
- 자일대우버스 - NEW BS090
- 현대자동차 - 그린시티